# Dolder Grand
Il Dolder Grand è uno storico albergo di lusso della città di Zurigo in Svizzera.

## Storia
L'albergo venne costruito tra il 1897 e il 1899 su progetto dell'architetto Jacques Gros di Basilea su committenza dell'albergatore Heinrich Hürlimann. In precedenza, Hürlimann aveva sviluppato il vicino hotel Dolder Waldhaus, anch'esso progettato da Gros, e la stazione Dolderbahn.
Il Dolder Grand fu inaugurato il 10 maggio 1899 e successivamente ampliato nel 1924 e nel 1964.

## Galleria d'immagini

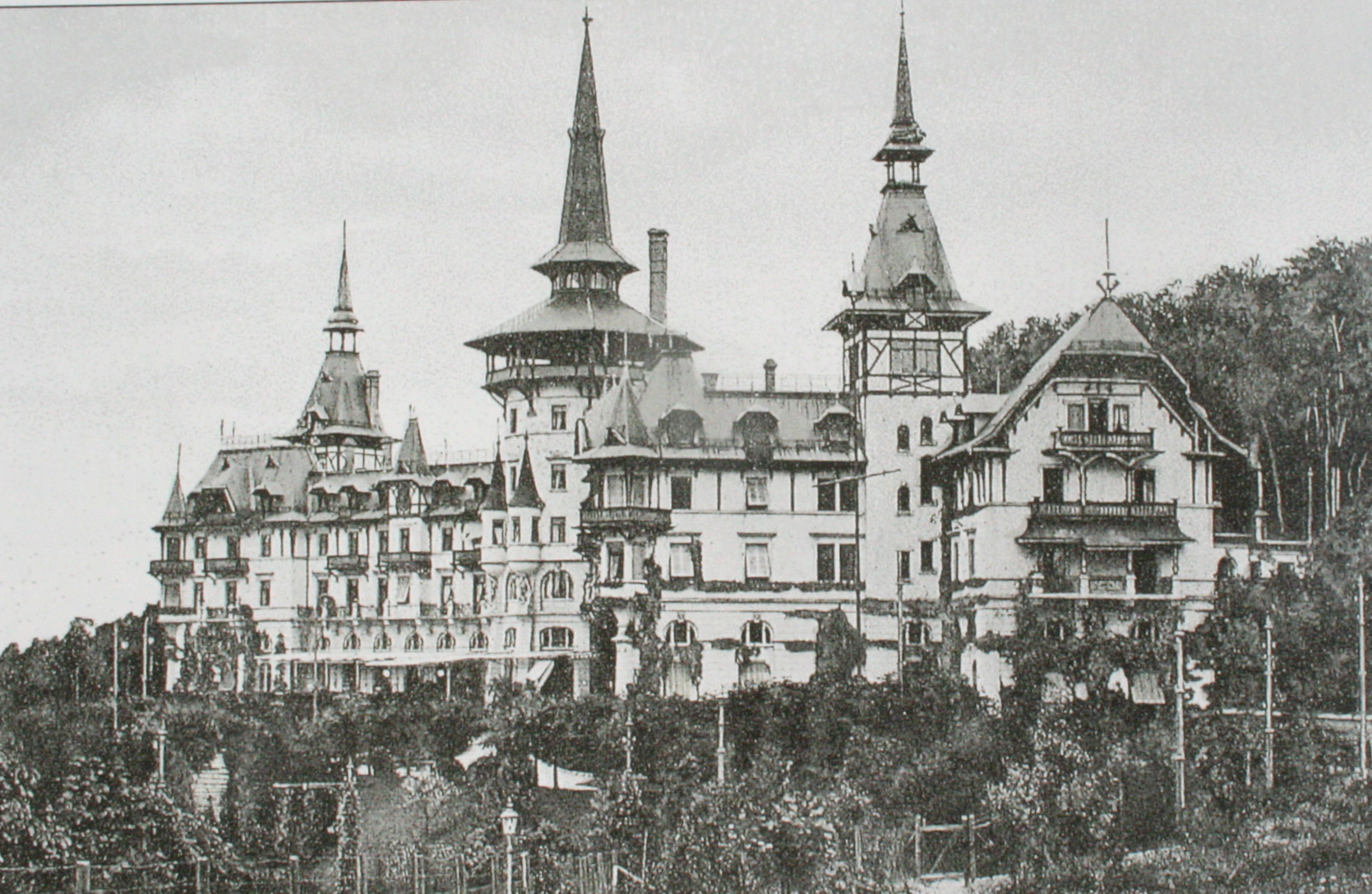
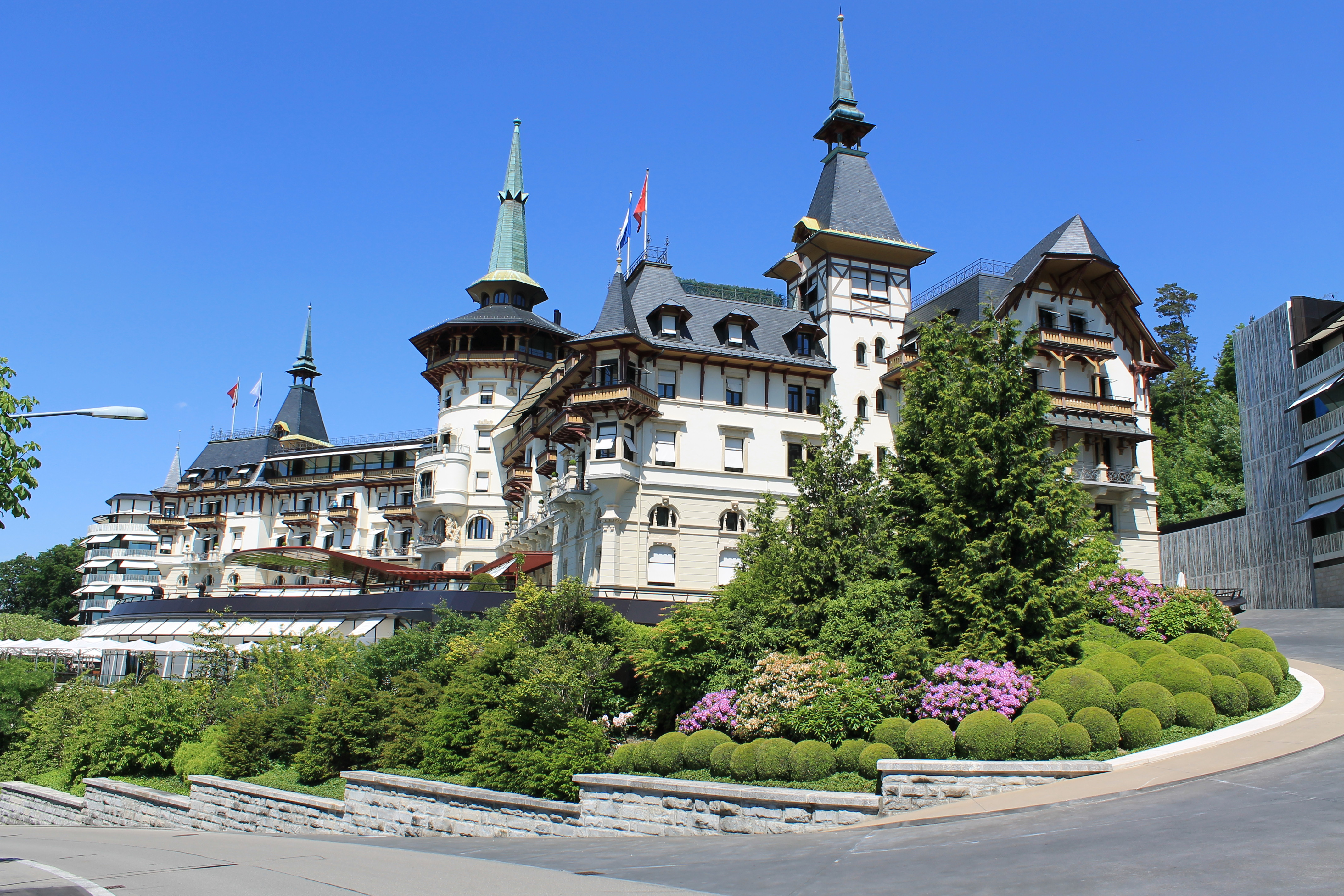